# عبد الجليل التميمي
عبد الجليل التميمي ولد بمدينة القيروان في 21 جويلية 1938، أستاذ جامعي ومؤرخ تونسي.

## نشأته
درس بمسقط رأسه ثم التحق بالتعليم الثانوي الزيتوني بتونس العاصمة ثم توجه إلى العراق لمواصلة دراسته الجامعية حيث أحرز على الإجازة في التاريخ، ومنها تجه إلى فرنسا ليحرز عام 1972 على دكتوراه الدولة في التاريخ الحديث حول الحاج أحمد باي قسنطينة.

## مساره المهني
اشتغل في البداية بمؤسسة الأرشيف العام للحكومة التونسية ثم التحق للتدريس بالآداب والعلوم الإنسانية بتونس منذ عام 1972، وقد كان من الذين عملوا على تعريب تدريس مادة التاريخ بالجامعة التونسية لما يهم التاريخ العربي الإسلامي.
وفي عام 1982 عين مديرا لمؤسسة جامعية ناشئة آنذاك هي المعهد الأعلى للتوثيق وقد بقي على رأسه إلى نوفمبر 1987.

## أنشطة مختلفة
شارك الأستاذ التميمي في بعث الفرع الإقليمي العربي للمجلس الدولي للأرشيف عام 1974، كما كان مؤسسا للجنة العربية للدراسات العثمانية وللجنة العالمية للدراسات الموريسكية الأندلسية اللتين يترأسهما إلى حد الآن. وفي عام 1986 كان من مؤسسي الاتحاد العربي للمكتبات والمعلومات وقد تولى رئاسته أكثر من مرة آخرها فيما بين 1994 و1997 ثم فيما بين 1997 و2000.

## مؤسسة التميمي
بدأ الأستاذ التميمي عام 1974 بإصدار المجلة التاريخية المغاربية، وفي مطلع الثمانينات أصبح ينظم مؤتمرات عالميى حول التاريخ العثماني والموريسكي، وتدعم هذا التوجه بأن بعث عام 1985 بمدينة زغوان، غير بعيد عن العاصمة، مؤسسة بحثية خاصة سماها في البداية مركز الدراسات والبحوث العثمانية والموريسكية والتوثيق والمعلومات قبل أن تتحول عام 1995 إلى مؤسسة التميمي للبحث العلمي والمعلومات. وفي إطار مؤسسته أصدر مجلتين متخصصتين أخريين هما على التوالي المجلة التاريخية للدراسات العثمانية منذ عام 1990 والمجلة العربية للأرشيف والتوثيق والمعلومات منذ عام 1997. كما أن مؤسسة التميمي تنظم العديد من المؤتمرات المتخصصة وتنشر عدة كتب سنوياً.

## كتبه
(العناوين التَّالية صدرت بكلتا اللُّغتين العربيَّة وَالفِرنسيَّة)
نشر 34 كتابا نذكر من بينها على الخصوص:
- بحوث ووثائق في التاريخ المغربي، الجزائر وتونس وليبيا من 1816 إلى 1871، الطبعة الأولى، الدار التونسية للنشر 1972 والطبعة الثانية، 254 ص، تونس 1984، بالعربية والفرنسية.
- "Le Beylik de Constantine de Hadj Ahmed Bey (1830-1837)", 303p + 24 planches, Tunis, 1978.
- موجز الدفاتر العربية والتركية بالجزائر، 196ص، تونس 1983. Sommaire des registres arabes et turcs d'Alger, Tunis 1979.
- دراسات في التاريخ العربي-العثماني، 202 ص، 1994. ونفس الكتاب بالفرنسية.
- دراسات في التاريخ العربي-الإفريقي، 170 ص، أكتوبر 1994. ونفس الكتاب بالفرنسية.
- الدولة العثمانية وقضية الموريسكيين الأندلسيين، 189ص، باللغتين العربية والفرنسية، زغوان 1989.
- دراسات في التاريخ الموريسكي الأندلسي، 172ص، باللغتين العربية والفرنسية، فيفري 1993.
- دراسات في التاريخ العربي – العثماني 1453-1918، بالعربية والفرنسية، 206ص، مارس 1994.
- الببليوغرافيا العامة للدراسات الموريسكية-الأندلسية، 381 ص، أفريل 1995، بالعربية والفرنسية.
- دراسات جديدة في التاريخ الموريسكي، 173 ص، 1993. ونفس الكتاب بالفرنسية.
- دراسات جديدة في التاريخ الموريسكي، 229 ص، بالعربية والفرنسية، زغوان، جويلية 2000.
- دراسات ووثائق حول التاريخ المغاربي الحديث، 350 ص، أكتوبر 1999. ونفس الكتاب بالفرنسية.
- دراسات حول العلاقات الإسلامية-المسيحية، 233 ص، ديسمبر 1996. ونفس الكتاب بالفرنسية.
- دراسات في التاريخ العربي – الإفريقي، 168ص، بالعربية والفرنسية، زغوان، أكتوبر 1994.
- الببليوغرافيا العامة للدراسات الموريسيكية – الأندلسية، 370ص، زغوان، مارس/أفريل 1995.
- دراسات في العلاقات المسيحية الإسلامية، 206ص، بالعربية والفرنسية، زغوان 1996.
- دراسات ووثائق حول التاريخ المغاربي الحديث في العهد الحديث، 350ص، بالعربية والفرنسية، أكتوبر 1999.
- كتابة تاريخ الأمة العربية بين الطموح وفشل الإنجاز: الكتاب المرجع نموذجا، 226 ص، جانفي 1996. ونفس الكتاب بالفرنسية.
- كتابة التاريخ العربي بين الطموح وفشل الإنجاز، 226ص، بالعربية والفرنسية، زغوان، ديسمبر 1999.
- أزمة البحث العلمي في العلوم الإنسانية في تونس والبلاد العربية، 194ص، زغوان، أكتوبر 1999. ونفس الكتاب بالفرنسية.
- دراسات في العلاقات العربية العثمانية والتركية، 278ص، بالعربية والفرنسية، زغوان، نوفمبر 2000.
- دراسات في العلاقات العربية العثمانية والتركية، 266 ص، نوفمبر 2000. ونفس الكتاب بالفرنسية.
- د. عبد الجليل التميمي، الحبيب بورقيبة: مؤسس الدولة التونسية الحديثة ونهاية الأسطورة، جوان/حزيران 2012. 353 ص ؛ ر.د.م.ك. 1-125-32-9973-978
- تساؤلات حول مجتمع المعرفة والمؤرخين والنخب في البلاد العربية، 204 ص بالعربية والفرنسية، جويلية 2004.
- دراسات في التاريخ العثماني المغاربي خلال القرن السادس عشر؛ ماي/ آيار 2009، 335 ص.
- أضواء جديدة حول شخصيات مغاربية: الأمير عبد القادر وعبد الكريم الخطابي والحبيب بورقيبة وعلال الفاسي وآخرين، أفريل 2010، 349ص.
- التبادل المعرفي والتفاعل السياسي بين استانبول والمغرب العثماني وأوروبا (1764-1892)، مارس 2012، 309ص.
- الدين والمجتمع على ضوء شهادة الشيخ محمد صالح النيفر ومحاضر جلسات جمعية الشبان المسلمين (1939-1956)، 392ص، جوان/حزيران 2012.
- الحبيب بورقيبة: مؤسس الدولة الحديثة ونهاية الأسطورة، 333ص، جوان/ حزيران 2012.
- مقاربات في تاريخ الزمن الراهن التونسي والمغاربي، 388ص، جانفي/يناير 2014.
- القيادات المغاربية والمشرقية في حركية التاريخ العربي الحديث والمعاصر، 304ص، جانفي/ يناير 2016.

### أربع رسائل دكتوراه عربها المؤلف عن اللغتين التركية والفرنسية
- د. ارجمنت كوران، السياسة العثمانية تجاه الاحتلال الفرنسي للجزائر، 1827-1847، 110ص، الطبعة الأولى، كلية العلوم الإنسانية والاجتماعية لجامعة تونس، تونس 1970، الطبعة الثانية، تونس 1974.
- د. عبد الرحمن تشايجي، المسألة التونسية والسياسة العثمانية 1881-1911، منشورات المكتبة الشرقية، تونس، 1974، 331ص.
- د. لوي كاردياك، الموريسكيون الأندلسيون والمسيحيون، المجابهة الجدلية 1492-1640، مع دراسة عن الموريسكيين الأندلسيين بأمريكا، 200ص، الطبعة الأولى 1983، الطبعة الثانية، تونس، زغوان، 1989، 200ص.
- د. سلطان القاسمي، العلاقات العثمانية الفرنسية 1715-1905، منشورات دار لارماتان، باريس، 1995.

## الجوائز
- جائزة سلطان بن علي العويس الثقافية (الدورة 19) لعام 2025.[5]